# Toyota TS010
El Toyota TS010 fue un automóvil de carreras del Grupo C construido por Toyota para el Mundial de Resistencia, el Japonés de Prototipos y las 24 Horas de Le Mans.

## Historia

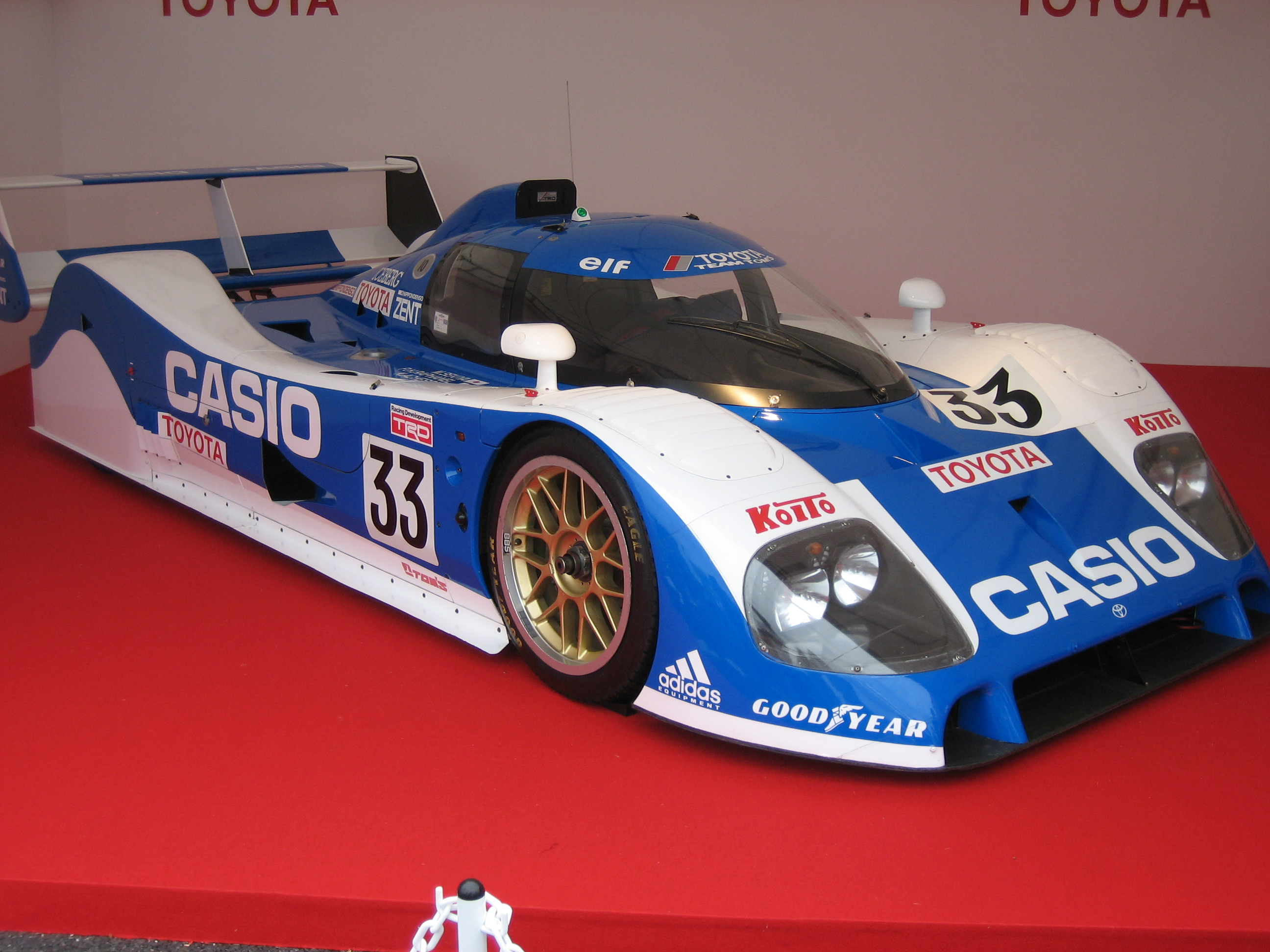
Toyota TS010 en exhibición.

Debido a los cambios en el reglamento para la temporada 1992 de mundial, Toyota forzó a sacar su Toyota C-V que poseía un motor twin turbo de 3.6 litros. El nuevo reglamento consistía en motores de 3.5 atmosféricos. Así que Toyota construyó el motor RV10 y comenzaron las pruebas. El auto debutó en la última ronda del mundial de 1991 en Autopolis, los pilotos fueron Geoff Lees y Andy Wallace y corridos por el equipo TOM'S, terminando sexto en la general a seis vueltas del ganador, el Mercedes-Benz.
Para la temporada 1992, el Peugeot 905 se convirtió en su rival. El TS010 ganó en Monza gracias al accidente que tuvo uno de los Peugeot 905 mientras lideraba, la victoria fue en manos de Geoff Lees e Hitoshi Ogawa, pero otro TS010 sufrió un accidente al principio de la carrera y fue seriamente dañado. En la segunda ronda no terminaron por fallas.
En las 24 Horas de Le Mans, Toyota entró 3 autos, dos terminaron y uno tomó el segundo lugar a seis vueltas del ganador, el Peugeot. 
En las siguientes carreras, Donington Park y Suzuka solo terminaron detrás de los dominantes Peugeot, en cada ocasión el segundo TS010 no terminaba la carrera. En la última fecha en Magny-Cours, ambos TS010 terminaron detrás de los Peugeot una vez más, tomando el tercer y cuarto lugar. Terminada la temporada Toyota se ubicó segunda posición en el campeonato por equipos, pero marcando la mitad de punto que Peugeot. Después de Suzuka, Toyota saco un TS010 y lo mandó a competir en las últimas rondas del japonés de Prototipos, ganando en Fuji, y entonces se le unió un segundo TS010 después de terminado el mundial. El equipo marco la primera y cuarta posición derrotando a Nissan y a Mazda, asegurando el campeonato de constructores en la categoría Grupo C.
En 1993 el Mundial de Prototipos y el japonés de Prototipos fueron cancelados impidiendo a los TS010 a correr en algún lado excepto en las 24 Horas de Le Mans de 1993, el futuro piloto de Fórmula 1 Eddie Irvine, Masanori Sekiya y Toshio Suzuki entregaron el cuarto lugar del TS010 detrás de los Peugeot. Un segundo TS010 fue octavo y el tercero no terminó. Después de la carrera el auto fue oficialmente retirado y Toyota concentró sus esfuerzos en la IMSA estadounidense.[cita requerida]